# Khirbet Abu Hamdan
Khirbet Abu Hamdan (tiếng Ả Rập: خربة أبو حمدان) là một ngôi làng Syria ở huyện Safita thuộc tỉnh Tartous. Theo Cục Thống kê Trung ương Syria (CBS), Khirbet Abu Hamdan có dân số là 925 trong cuộc điều tra dân số năm 2004.